# Championnats du monde de duathlon longue distance 2017
Navigation
Édition précédente Édition suivante
Les championnats du monde de duathlon longue distance 2017 sont organisés par la fédération internationale de triathlon. Ils  se sont déroulés à Zofingen en Suisse le 3 septembre 2017. C'est l'épreuve longue distance du Powerman Duathlon qui sert de support à ce championnat du monde pour la dixieme fois de son histoire.

## Distances parcourues
| Distances course (kilomètres) | Distances course (kilomètres) | Distances course (kilomètres) |
| Course à pied                 | Cyclisme                      | Course à pied                 |
| ----------------------------- | ----------------------------- | ----------------------------- |
| 10                            | 150                           | 30                            |

### Palmarès
Les tableaux présentent les résultats du championnat,.
| Rang               | Athlète       | Pays     | Temps           |
| ------------------ | ------------- | -------- | --------------- |
| Médaille d'or      | Maxim Kuzmin  | Russie   | 6 h 31 min 4 s  |
| Médaille d'argent  | Seppe Odeyn   | Belgique | 6 h 32 min 30 s |
| Médaille de bronze | Søren Bystrup | Danemark | 6 h 34 min 52 s |

| Rang               | Athlète           | Pays        | Temps           |
| ------------------ | ----------------- | ----------- | --------------- |
| Médaille d'or      | Emma Pooley       | Royaume-Uni | 7 h 21 min 4 s  |
| Médaille d'argent  | Miriam Van Reijen | Pays-Bas    | 7 h 48 min 19 s |
| Médaille de bronze | Katrin Esefeld    | Allemagne   | 7 h 49 min 5 s  |